# Cypr na Zimowych Igrzyskach Olimpijskich 2018
Cypr na Zimowych Igrzyskach Olimpijskich 2018 – występ reprezentacji Cypru na igrzyskach olimpijskich w Pjongczangu w 2018 roku.
W kadrze znalazł się jeden zawodnik – Dinos Lefkaritis, który wystąpił w narciarstwie alpejskim. Pełnił rolę chorążego reprezentacji Cypru podczas ceremonii otwarcia i zamknięcia igrzysk. Reprezentacja Cypru weszła na stadion jako 75. w kolejności podczas ceremonii otwarcia i 76. podczas zamknięcia, w obu przypadkach pomiędzy ekipami z Kirgistanu i Chińskiego Tajpej.
Był to 11. start reprezentacji Cypru na zimowych igrzyskach olimpijskich i 21. start olimpijski, wliczając w to letnie występy.

## Skład reprezentacji

### Narciarstwo alpejskie
| Konkurencja      | Zawodnik        | Przejazd 1 | Przejazd 1 | Przejazd 2 | Przejazd 2 | Czas łączny | Miejsce |
| Konkurencja      | Zawodnik        | Czas       | Miejsce    | Czas       | Miejsce    | Czas łączny | Miejsce |
| ---------------- | --------------- | ---------- | ---------- | ---------- | ---------- | ----------- | ------- |
| Dinos Lefkaritis | Slalom gigant   | DNF        | DNF        | DNS        | DNS        | DNF         | DNF1    |
| Dinos Lefkaritis | Slalom mężczyzn | DNF        | DNF        | DNS        | DNS        | DNF         | DNF1    |